# Tyborów (powiat kozienicki)
Tyborów – wieś sołecka w Polsce, położona w województwie mazowieckim, w powiecie kozienickim, w gminie Magnuszew.
| SIMC    | Nazwa    | Rodzaj    |
| ------- | -------- | --------- |
| 0629005 | Lucjanów | część wsi |

W latach 1975–1998 wieś należała administracyjnie do województwa radomskiego.
Wierni kościoła rzymskokatolickiego należą do parafii św. Jana Chrzciciela w Magnuszewie.